# Frusna män söker kärlek
Frusna män söker kärlek var ett svenskt realityprogram som sändes i Kanal 5 under våren 2008. I programmet följdes de tre norrländska männen Anders, Jonas och Per Arne i sin jakt på kärleken. Per Arne inledde ett distansförhållande som ett resultat av programmet, medan de två övriga inte fann någon vän.